# Осока густоколосая
Осока густоколосая (лат. Carex pycnostachys) — многолетнее травянистое растение, вид рода Осока (Carex) семейства Осоковые (Cyperaceae).

## Ботаническое описание
Светло-зелёное растение, с ползучим корневищем. Стебли высотой 10—50 см, утолщённые, неясно-трёхгранные, более менее цилиндрические, под влагалищем ложно-узловатые.
Листья плоские, постепенно заострённые, несколько серповидные, шириной 4—6 мм.
Колоски андрогинные (иногда средние почти целиком пыльниковые), в числе б—12 (до 15), продолговатые, образуют густое яйцевидное или лопастное соцветие, нередко с остевидным листьями у основания. Чешуи светло-бурые, килеватые, заострённые, несколько короче мешочков. Мешочки полукожистые, яйцевидные или яйцевидно-эллиптические, длиной 3,2—4 мм, плоско-выпуклые, буроватые или, под конец, оливковые, с 5—8 окрашенными, под конец сглаженными жилками, по краю едва шероховато-крылатые, постепенна суженные в короткий, слабо двузубчатый носик.
Плодоносит в июле.
Вид описан с гор Джунгарский Алатау (верховья реки Лепсы).

## Распространение и экология
Ареал вида охватывает южные районы Западной Сибири: Алтай (Нарымский хребет), район Семипалатинска; Восточную Сибирь: Тува; восточные районы Средней Азии: пески Большие и Малые Барсуки, Мугоджары, бассейн реки Сарысу, Каркаралинск и Аягуз, Тянь-Шань, Восточный Памир (окрестности озера Булун-Куль и кишлак Шаймак);  Центральную Азию: северо-западные районы Монголии (озеро Орогнур и хребет Байтаг-Богдо), Китай (Западная Джунгария, Тибет — Чантан) и Южную Азию: Индия (Кашмир).
Произрастает на болотистых и сырых лугах, в долинах рек, по окраинам травяных болот, у ручьёв и родников; от равнин до среднего, редко верхнего пояса гор.

## Таксономия
Вид Осока густоколосая входит в род Осока (Carex) трибы Cariceae подсемейства Сытевые (Cariceae) семейства Осоковые (Apiaceae) порядка Злакоцветные (Poales).
|  |                                      |  |                                                             |                                                             |                    |  | ещё 17 семейств (согласно Системе APG II) | ещё 17 семейств (согласно Системе APG II)         |                                                   |  |  |  | ещё 13 триб (согласно Системе APG II) | ещё 13 триб (согласно Системе APG II) |  |  |  |  | ещё более 2450 видов | ещё более 2450 видов |
|  |                                      |  |                                                             |                                                             |                    |  | ещё 17 семейств (согласно Системе APG II) | ещё 17 семейств (согласно Системе APG II)         |                                                   |  |  |  | ещё 13 триб (согласно Системе APG II) | ещё 13 триб (согласно Системе APG II) |  |  |  |  | ещё более 2450 видов | ещё более 2450 видов |
|  |                                      |  |                                                             | порядок Злакоцветные                                        |                    |  |                                           |                                                   | подсемейство Сытевые                              |  |  |  |                                       | род Осока                             |  |  |  |  |                      |                      |
|  |                                      |  |                                                             | порядок Злакоцветные                                        |                    |  |                                           |                                                   | подсемейство Сытевые                              |  |  |  |                                       | род Осока                             |  |  |  |  |                      |                      |
|  | отдел Цветковые, или Покрытосеменные |  |                                                             |                                                             | семейство Осоковые |  |                                           |                                                   | триба Cariceae                                    |  |  |  | вид Осока густоколосая                |                                       |  |  |  |  |                      |                      |
|  | отдел Цветковые, или Покрытосеменные |  |                                                             |                                                             |                    |  |                                           |                                                   |                                                   |  |  |  |                                       |                                       |  |  |  |  |                      |                      |
|  |                                      |  | ещё 44 порядка цветковых растений (согласно Системе APG II) | ещё 44 порядка цветковых растений (согласно Системе APG II) |                    |  |                                           | подсемейство Мапаниевые (согласно Системе APG II) | подсемейство Мапаниевые (согласно Системе APG II) |  |  |  | ещё около 100 родов                   | ещё около 100 родов                   |  |  |  |  |                      |                      |
|  |                                      |  |                                                             | ещё 44 порядка цветковых растений (согласно Системе APG II) |                    |  |                                           |                                                   | подсемейство Мапаниевые (согласно Системе APG II) |  |  |  |                                       | ещё около 100 родов                   |  |  |  |  |                      |                      |